# Christo Aleksiew
Christo Władimirow Aleksiew, bułg. Христо Владимиров Алексиев (ur. 19 września 1980) – bułgarski menedżer i urzędnik państwowy, w 2017, 2021 i od 2022 do 2023 minister transportu, w latach 2022–2023 również wicepremier.

## Życiorys
W 2004 ukończył licencjackie studia politologiczne na Uniwersytecie Płowdiwskim. W 2008 uzyskał magisterium z międzynarodowych stosunków gospodarczych na Uniwersytecie Gospodarki Narodowej i Światowej. Od 2002 do 2005 zarządzał projektami z zakresu samorządności i koordynował biuro informacyjne organizacji Eurodesk, później do 2007 był ekspertem w ministerstwie transportu. W kolejnych latach zastępca dyrektora generalnego przedsiębiorstwa infrastruktury kolejowej „Żelezopytna infrastruktura” (NKŻI), zajmował się finansowaniem i zarządzaniem projektami unijnymi z zakresu transportu.
W styczniu 2017 jako bezpartyjny objął funkcję ministra transportu, technologii informacyjnych i komunikacji w rządzie Ognjana Gerdżikowa; sprawował ją do maja tegoż roku. Później został prezesem przedsiębiorstwa NKŻI. We wrześniu 2021 ponownie stanął na czele ministerstwa transportu, technologii informacyjnych i komunikacji, dołączając do technicznego drugiego gabinetu Stefana Janewa. Pełnił tę funkcję do grudnia tegoż roku. W marcu 2022 został sekretarzem do spraw ekonomicznych w administracji prezydenckiej. W sierpniu tegoż roku mianowany wicepremierem oraz ministrem transportu i komunikacji w przejściowym rządzie Gyłyba Donewa. Utrzymał te funkcje również w utworzonym w lutym 2023 drugim technicznym gabinecie tego samego premiera. Zakończył urzędowanie w czerwcu 2023.

## Życie prywatne
Żonaty, ma troje dzieci.